# Kevin McHattie
Kevin McHattie (* 15. Juli 1993 in Glenrothes) ist ein schottischer Fußballspieler, der zuletzt bei Inverness Caledonian Thistle unter Vertrag stand.

## Karriere

### Verein
Kevin McHattie wurde im Juli 1993 in der schottischen Planstadt Glenrothes geboren. Er begann seine Fußballkarriere bei Dunfermline Athletic, bevor er als 17-Jähriger in die schottische Hauptstadt zu Heart of Midlothian wechselte. Für den Verein spielte McHattie ein Jahr in der Jugend, bevor er am 4. Spieltag der Saison 2011/12 zu seinem Profidebüt gegen den FC Aberdeen kam, als er für Ryan Stevenson eingewechselt wurde. Bis Dezember 2011 kam er zu keinem weiteren Einsatz in der Mannschaft von Paulo Sérgio, sodass er bis zum Ende der Saison an Alloa Athletic in die 4. Liga verliehen wurde. In Alloa gewann er die Meisterschaft und dem damit verbundenen Aufstieg in die dritte schottische Liga. Nach seiner Rückkehr zu den Hearts kam er häufiger zum Einsatz. Im Jahr 2013 erreichte er mit Hearts das Finale im schottischen Ligapokal das gegen den FC St. Mirren verloren wurde. Nachdem der Verein in der Saison 2013/14 durch den Besitzer des Klubs Roman Romanow in große finanzielle Schwierigkeiten geraten war und Insolvenz anmelden musste, bekam der Verein einen Abzug von 15 Punkten. Als Tabellenletzter stieg der Verein in die 2. Liga ab. McHattie gelang mit dem Team der direkte Wiederaufstieg, wechselte allerdings daraufhin zum FC Kilmarnock. Ein Jahr später folgte ein Transfer des Außenverteidigers zu den Raith Rovers in die zweite Liga. In der ersten Saison stieg er mit seinem neuen Team nach verlorener Relegation ab.

### Nationalmannschaft
Kevin McHattie debütierte im Oktober 2009 in der schottischen U-17 gegen Zypern in einem Qualifikationsspiel für die Europameisterschaft dieser Altersklasse. Drei Jahre später spielte McHattie erstmals für die U-21 gegen Kanada.